# Tetčice
Tetčice är en ort i Tjeckien.   Den ligger i regionen Södra Mähren, i den sydöstra delen av landet, 180 km sydost om huvudstaden Prag. Tetčice ligger 310 meter över havet och antalet invånare är 969.
Terrängen runt Tetčice är platt åt sydväst, men åt nordost är den kuperad. Runt Tetčice är det ganska tätbefolkat, med 65 invånare per kvadratkilometer. Närmaste större samhälle är Brno, 15,0 km öster om Tetčice. I omgivningarna runt Tetčice växer i huvudsak blandskog.